# Мохаммад Хакпур
Мохаммад Хакпур (перс. محمد خاکپور, нар. 20 лютого 1969, Тегеран) — іранський футболіст, що грав на позиції захисника. По завершенні ігрової кар'єри — тренер.
Виступав, зокрема, за клуби «Персеполіс», «Бахман» та «Нью-Йорк Метростарс», а також національну збірну Ірану, у складі якої був учасником чемпіонату світу 1998 року.

## Клубна кар'єра
У дорослому футболі дебютував 1988 року виступами за команду клубу «ПАС Тегеран», в якій провів один сезон. 
Своєю грою за цю команду привернув увагу представників тренерського штабу клубу «Персеполіс», до складу якого приєднався 1991 року. Відіграв за тегеранську команду наступні три сезони своєї ігрової кар'єри.
Згодом з 1995 по 1996 рік грав у Туреччині за «Ванспор» та в сінгапурському «Гейланг Юнайтед».
1997 року повернувся на батьківщину, де уклав контракт з клубом «Бахман», у складі якого провів наступні два роки своєї кар'єри гравця. 
1999 року перейшов до клубу «Нью-Йорк Метростарс», в якому провів 19 матчів і за рік завершив професійну ігрову кар'єру.

## Виступи за збірну
1989 року дебютував в офіційних матчах у складі національної збірної Ірану. Протягом кар'єри у національній команді, яка тривала 12 років, провів у формі головної команди країни 48 матчів, забивши 2 голи.
У складі збірної був учасником кубка Азії з футболу 1992 року в Японії, кубка Азії з футболу 1996 року в ОАЕ, на якому команда здобула бронзові нагороди, а також чемпіонату світу 1998 року у Франції, де іранці не змогли подолати груповий етап, а Хакпур повністю провів на полі усі три гри своєї команди.

## Кар'єра тренера
Після завершення виступів на футбольному полі отримав тренерську ліцензію і 2006 року став асистентом головного тренера в клубі «Фулад».
Самостійну тренерську кар'єру розпочав наприкінці 2010 року, коли його було призначено очільником тренерського штабу клубу «Стіл Азін», в якому він, утім, пропрацював лише декілька місяців.
2014 року став головним тренером олімпійської збірної Ірану, яка під його керівництвом не змогла кваліфікуватися на Олімпійські ігри 2016 року, після чого Хакпур залишив команду.

## Титули і досягнення
- Бронзовий призер Кубка Азії: 1996
- Переможець Азійських ігор: 1998